# Third Avenue (New York)

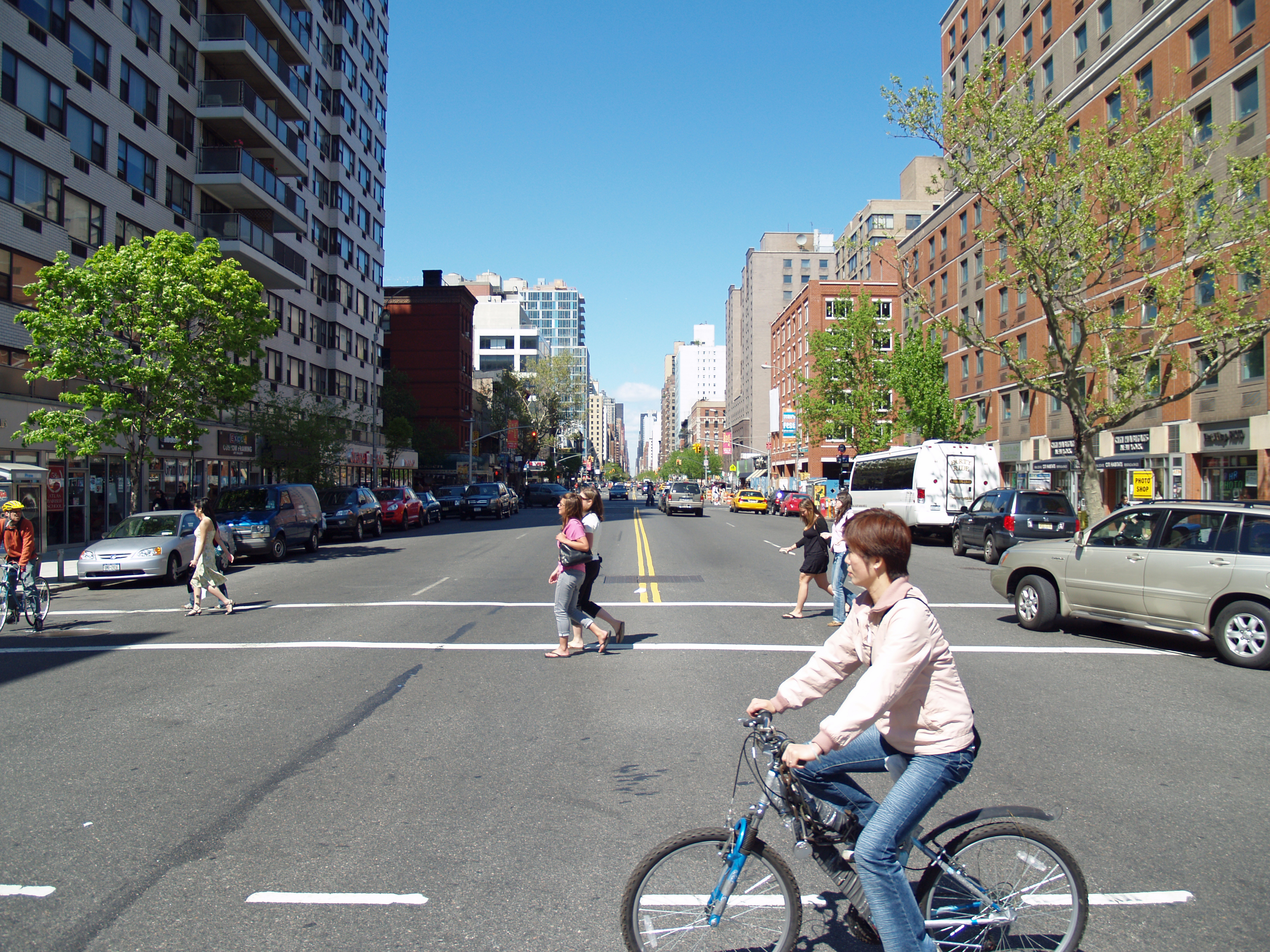
Third Avenue

Third Avenue is een hoofdweg op Manhattan met rijstroken zowel richting noorden als richting zuiden. De straat loopt van East 4th Street meer dan 120 blokken naar het noorden. Third Avenue loopt verder in The Bronx over de Harlem River over de Third Avenue Bridge ten noorden van East 129th Street.